# Antrodiaetidae
Famille
Synonymes
- Hexuridae Simon, 1889
- Brachybothridae Simon, 1892
- Accatymidae Kishida, 1930

Les Antrodiaetidae sont une famille d'araignées mygalomorphes.

## Distribution

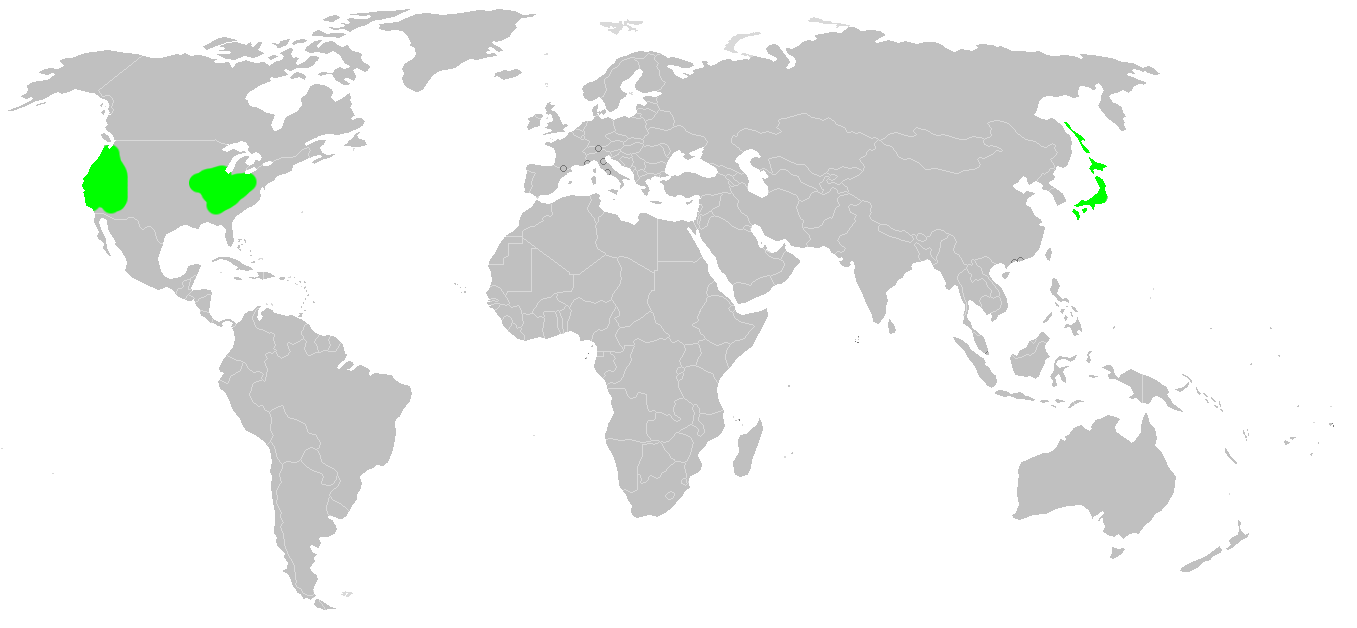
Distribution.

Les espèces de cette famille se rencontrent aux États-Unis, au Canada et au Japon,.

## Description
Leur morphologie est très proche de celles des Atypidae et des Ctenizidae. 
Elles pratiquent la chasse à l'affût.

## Paléontologie
Cette famille est connue depuis le Crétacé.

## Liste des genres
Selon World Spider Catalog (version 25.0, 23/01/2024) :
- Aliatypus Smith, 1908
- Antrodiaetus Ausserer, 1871
- Atypoides O. Pickard-Cambridge, 1883
- Hexura Simon, 1885

Selon World Spider Catalog (version 23.5, 2023) :
- † Cretacattyma Eskov & Zonstein, 1990

## Systématique et taxinomie
Cette famille a été décrite par Gertsch en 1940 comme une sous-famille des Ctenizidae.
Cette famille rassemble 37 espèces dans quatre genres.

## Publication originale
- Comstock, 1940 : The spider book, revised and edited by W. J. Gertsch. Cornell University Press, p. 1-727.